# Vila Verde dos Francos
Vila Verde dos Francos ist eine Gemeinde (Freguesia) im portugiesischen Kreis Alenquer. In ihr leben 1049 Einwohner (Stand 19. April 2021).